# Dred Scott
Dred Scott (Condado de Southampton, 1799 – St. Louis, 17 de setembro de 1858) foi um escravo afro-americano que ficou conhecido por ter tentado pleitear, e falhou, em conseguir sua liberdade no infame caso decidido pela Suprema Corte, em 1857.
Dredd e sua esposa Harriet Scott eram escravos quando seu  dono Dr. John Emerson mudou-se para estados e territórios onde a escravidão era ilegal, de acordo com a Lei Noroeste de 1787, incluindo os estados de Illinois e Minnesota (que na época incluía o território de Wisconsin).
Requerendo que, por ter vivido nestes territórios havia conquistado automaticamente sua liberdade, a Suprema Corte decidiu, em sete votos a dois, que nem ele nem qualquer outro afro-descendente poderia reivindicar a cidadania nos Estados Unidos e, portanto, Dredd não poderia ter ajuizado uma ação em um tribunal federal, já que as regras da cidadania não o permitiam. Além disto declarou que a residência temporária de Scott fora do Missouri, onde a escravidão era admitida pelo Compromisso do Missouri,  não afetava sua emancipação, já que privaria impropriamente ao seu dono do direito da propriedade.

## Biografia
Scott nasceu como propriedade da família de Peter Blow que se estabelecera no Alabama onde tentara sem sucesso a agricultura. Parece que seu nome originalmente fosse Sam, mas adotara o nome de seu irmão mais velho, que morrera. Em 1830 foi vendido em St. Louis para o médico do Exército John Scott Emerson, que com ele viajou, a trabalho, por Illinois, Wisconsin e pelos Territórios, na época em que a Lei Noroeste vedava ali a escravidão.
Em 1836, conheceu a escrava adolescente chamada Harriet Robinson, que era propriedade do Major Lawrence Taliaferro, oficial lotado na Virgínia, que lhes permitiu o casamento e ainda transferiu a propriedade de Harriet ao Dr. Emerson para que pudessem ficar juntos. Dois anos depois ela deu à luz a primeira filha do casal, Eliza. Em 1840 nasceu Lizzie; tiveram ainda dois filhos, que não sobreviveram.
O Dr. Emerson também logo veio a casar-se, com Irene Sanford e voltou ao Missouri, em 1842. No ano seguinte o médico faleceu e sua viúva passou a dirigir o espólio. Dredd pediu-lhe a liberdade, mas ela negou-lhe. Dredd então ingressou com um processo, ajudado por um advogado local. Em 1847 o tribunal de St. Louis decidiu contra Scott, mas  foi concedido um segundo julgamento sob alegação de que uma evidência falsa fora introduzida nos autos. Três anos mais tarde o júri decidiu que o casal Scott deveria ser libertado em razão de terem morado em territórios "livres". A viúva Irene Emerson recorreu, e a Suprema Corte do Missouri derrubou a decisão da primeira instância, em 1852, sob o argumento de que "os tempos haviam mudado desde a decisão anterior". O casal foi devolvido à viúva de seu senhor.
Irene Emerson casou-se com o Dr. Calvin C. Caffee, anti-escravista membro da Know Nothing. Esta transferiu os bens a seu irmão, John Sanford, que era cidadão novaiorquino. Como a lei do Missouri à época pregava, o caso deveria ser levado a um tribunal federal, em razão da múltipla naturalidade.
Com ajuda de novos advogados (dentre os quais Montgomery Blair) a demanda do casal Scott foi apresentado a um tribunal federal. Perderam, num primeiro momento, e apelaram à Corte Suprema, no caso famoso que levou seu nome. Mas, por instância do Chefe de Justiça Roger B. Taney, a Corte decidiu que o direito à propriedade prevalecia e que os negros não poderiam postular em juízo.
- Wikinotícias